# Karl Chmielewski
Karl Chmielevski (né le 16 juillet 1903 à Francfort-sur-le-Main et mort le 1er décembre 1991 à Bernau am Chiemsee) est un SS-Hauptsturmführer, commandant du camp de concentration de Gusen et constructeur du camp de concentration de Vught. Jugé par Konrad Morgen pour avoir volé des diamants à des prisonniers, il est remplacé par Adam Grünewald en octobre 1943 et détenu au camp de concentration de Dachau.
Surnommé le "diable de Gusen", il est un des rares commandants de camp de concentration qui a fini lui-même comme prisonnier dans un camp.

## Biographie
Sculpteur sur bois de profession, il entre dans la SS en 1932 puis intègre le secrétariat particulier de Himmler. Pendant l'été 1935 il suit une formation pour intégrer le personnel du système concentrationnaire SS et se perfectionne auprès de Karl Otto Koch dans le Camp de concentration de Columbia. Il rejoint le camp de concentration de Sachsenhausen puis en 1940 il part pour le camp de concentration de Gusen diriger un personnel SS de soixante hommes. Il dirige à partir de 1943 le Camp de concentration de Vught. En 1944 il est jugé pour corruption et viols par un tribunal SS et condamné à quinze ans de prison. Il est détenu au Camp de concentration de Dachau jusqu'à la fin de la guerre.

## Jugement après la guerre
En 1953, Chmielevski a été condamné à un an d'emprisonnement pour parjure, bigamie et fraude par un tribunal allemand à Munich-Stadelheim. Il était déjà alors en détention préventive attendant d'être jugé pour ses assassinats au camp de Gusen.
En novembre 1961, Chmielevski, a été condamné à la réclusion à vie par la cour du Land du tribunal d'Ansbach pour 282 meurtres. Il a purgé sa peine à Straubing. En mars 1979, il a été gracié pour raisons de santé, puis hospitalisé dans un établissement approprié. Chmielevski a passé les dernières années de sa vie à Bernau am Chiemsee. Une de ses expressions favorites lorsqu'il était commandant du camp de Gusen était : "Un bon détenu n'est pas détenu pendant plus de 3 à 4 mois dans le camp de concentration ; celui qui supporte plus est un escroc".

## Source
- Nikolaus Wachsmann KL: a history of the nazi concentration camps 2015 édition Little Brown Book group  (ISBN 978-1-4087-0556-8)